# Músculos escalenos
Os músculos escalenos  são músculos do pescoço. Se divide em:
- Músculo escaleno anterior
- Músculo escaleno médio
- Músculo escaleno posterior